# كلينت بولتن
كلينت بولتن (بالإنجليزية: Clint Boulton)‏ هو لاعب كرة قدم بريطاني، ولد في 6 يناير 1948 في ستوك أون ترينت في المملكة المتحدة. لعب مع بورت فايل ونادي توركي يونايتد ونادي مينهيد.